# 卡西尼冰川
卡西尼冰川（英語：Cassini Glacier），是南極洲的冰川，位於維多利亞地的斯科特海岸，流經霍布斯嶺，最終注入布盧冰川，在1993年由新西蘭地理委員會命名，現時由南極條約體系管理。